# Baixo contínuo
Baixo contínuo pode se referir tanto ao baixo em si (a parte instrumental mais grave e não interrompida de uma composição, destinada a sustentar sua tonalidade) ou, no período Barroco, a um sistema de notação musical e da prática de performance em que uma parte de baixo instrumental era escrita por extenso, conhecida hoje por progressão do baixo (harmônica), ou somente contínuo, como o nome implica, e um ou mais instrumentistas, frequentemente o teclado (cravo), o alaúde ou outro instrumento similar do período, preenchiam na harmonia com acordes apropriados à progressão, ou improvisavam uma linha melódica.
O baixo é a fundação de uma harmonia de 4 vozes, em que se estabelece a tonalidade de cada acorde dentro da música diatônica ocidental.

## Estilo
Não implica o uso de um instrumento em concreto, mas é geralmente executada por cordas, órgão ou piano, podendo ser interpretada por um ou vários instrumentos ao mesmo tempo. No barroco utilizava-se o cravo, dobrado muitas vezes por uma viola de gamba e/ou um violoncelo. O violoncelo, por exemplo, encarregava-se de tocar a nota da raiz de cada acorde (uma tônica ou uma inversão tonal), enquanto o cravo fazia soar as notas cifradas, cabendo ao executante deste instrumento um papel importante, já que lhe era permitido fazer improvisação.
O baixo contínuo é, assim, uma linha do baixo que pode ser cifrada, que subentende ou denota ao executante de teclado as harmonias que deverá tocar sobre este mesmo baixo.

## Origem
Na época do seu surgimento, o Barroco, o importante era a melodia. Esta era a base de toda a obra musical e a ela acrescentava-se um acompanhamento determinado em cuja partitura não constavam totalmente as notas que deviam soar (especificava-se sobre uma delas, a mais baixa, apenas).
Quando surgiu o baixo contínuo (final do século XVI e princípio do XVII), acontecia com frequência que os compositores escreviam o baixo sem cifrar, sempre que a partitura podia ser compreendida no seu todo pela vista do acompanhante e não continha mais que acordes de uso corrente. Isto era uma forma de acelerar a produção de música escrita (partituras), sem que a música ficasse fora de seu contexto harmônico, uma vez que a harmonia do período ainda era bem cheia de regras, obviamente quem tocasse a parte do contínuo saberia como obedecer e manter a integridade da música daquele período - ao mesmo tempo, podendo exibir sua virtuosidade na improvisação.